# 56e parallèle sud
Pour les articles homonymes, voir 56e parallèle.
En géographie, le 56e parallèle sud est le parallèle joignant les points de la surface de la Terre dont la latitude est égale à 56° sud.

## Géographie

### Dimensions
Dans le système géodésique WGS 84, au niveau de 56° de latitude sud, un degré de longitude équivaut à 62,393 km ; la longueur totale du parallèle est donc de 22 461 km, soit environ 56 % de celle de l'équateur. Il en est distant de 6 209 km et du pôle Sud de 3 793 km,.

### Régions traversées
Le 56e parallèle sud ne coupe aucune terre émergée. En débutant par 0° de longitude et en se dirigeant vers l'est, le parallèle passe successivement au-dessus des océans suivants :
- Océan Atlantique, jusqu'à la longitude du cap des Aiguilles (20° E) ;
- Océan Indien, jusqu'à la longitude du cap du Sud-Est (146° 55' E) ;
- Océan Pacifique, jusqu'à la longitude du cap Horn (67° 17' W) ;
- Océan Atlantique, jusqu'à 0°.

Le parallèle passe légèrement au sud du cap Horn (à 46 km), mais au nord des îles Diego Ramirez (à 55 km). La terre la plus proche du parallèle est, au sud, l'île Zavodovski dans les îles Sandwich du Sud (56° 18' S, à 33 km), et au nord les îles Ildefonso (55° 44' S, à 30 km).